# Ла-Меса (Каліфорнія)
Ла-Меса (англ. La Mesa) — місто (англ. city) в США, в окрузі Сан-Дієго штату Каліфорнія. Населення — 61 121 осіб (2020).

## Географія
Ла-Меса розташована за координатами 32°46′10″ пн. ш. 117°1′19″ зх. д. / 32.76944° пн. ш. 117.02194° зх. д. (32.769495, -117.021923).  За даними Бюро перепису населення США в 2010 році місто мало площу 23,61 км², з яких 23,51 км² — суходіл та 0,10 км² — водойми.

### Клімат
| Клімат : Ла-Меса                                              | Клімат : Ла-Меса | Клімат : Ла-Меса | Клімат : Ла-Меса | Клімат : Ла-Меса | Клімат : Ла-Меса | Клімат : Ла-Меса | Клімат : Ла-Меса | Клімат : Ла-Меса | Клімат : Ла-Меса | Клімат : Ла-Меса | Клімат : Ла-Меса | Клімат : Ла-Меса | Клімат : Ла-Меса |
| Показник                                                      | Січ.             | Лют.             | Бер.             | Квіт.            | Трав.            | Черв.            | Лип.             | Серп.            | Вер.             | Жовт.            | Лист.            | Груд.            | Рік              |
| Абсолютний максимум, °C                                       | 32,2             | 33,3             | 35,6             | 40,6             | 37,8             | 39,4             | 41,1             | 41,1             | 42,8             | 40,6             | 36,1             | 32,8             | 42,8             |
| Середній максимум, °C                                         | 19,4             | 20,2             | 20,4             | 22,0             | 22,9             | 25,3             | 28,2             | 29,1             | 28,5             | 26,0             | 22,8             | 20,2             | 23,8             |
| Середній мінімум, °C                                          | 6,9              | 7,8              | 8,7              | 10,3             | 12,4             | 14,3             | 16,4             | 17,1             | 16,1             | 13,3             | 9,6              | 7,1              | 11,7             |
| Абсолютний мінімум, °C                                        | −3,3             | −0,6             | 1,1              | −0,6             | 5,0              | 8,3              | 7,8              | 9,4              | 7,2              | −1,1             | −1,1             | −1,7             | −3,3             |
| Норма опадів, мм                                              | 67               | 55               | 61               | 27               | 8                | 2                | 1                | 2                | 5                | 14               | 36               | 39               | 317              |
| ------------------------------------------------------------- | ---------------- | ---------------- | ---------------- | ---------------- | ---------------- | ---------------- | ---------------- | ---------------- | ---------------- | ---------------- | ---------------- | ---------------- | ---------------- |
| Джерело: WRCC, Period of Record General Climate Summary Table |                  |                  |                  |                  |                  |                  |                  |                  |                  |                  |                  |                  |                  |

## Демографія
Згідно з переписом 2010 року, у місті мешкало 57 065 осіб у 24 512 домогосподарствах у складі 13 767 родин. Густота населення становила 2417 осіб/км².  Було 26167 помешкань (1108/км²).
Расовий склад населення:
| - 71,8 % — білих - 7,7 % — чорних або афроамериканців - 5,8 % — азіатів - 0,8 % — корінних американців - 0,6 % — вихідців з тихоокеанських островів - 7,6 % — осіб інших рас |

До двох чи більше рас належало 5,8 %. Частка іспаномовних становила 20,5 % від усіх жителів.
За віковим діапазоном населення розподілялося таким чином: 19,6 % — особи молодші 18 років, 66,2 % — особи у віці 18—64 років, 14,2 % — особи у віці 65 років та старші. Медіана віку мешканця становила 37,1 року. На 100 осіб жіночої статі у місті припадало 90,8 чоловіків;  на 100 жінок у віці від 18 років та старших — 88,1 чоловіків також старших 18 років.
Середній дохід на одне домашнє господарство  становив 72 373 долари США (медіана — 54 667), а середній дохід на одну сім'ю — 86 070 доларів (медіана — 70 460). Медіана доходів становила 51 416 доларів для чоловіків та 42 860 доларів для жінок. За межею бідності перебувало 12,4 % осіб, у тому числі 14,7 % дітей у віці до 18 років та 10,1 % осіб у віці 65 років та старших.
Цивільне працевлаштоване населення становило 28 416 осіб. Основні галузі зайнятості: освіта, охорона здоров'я та соціальна допомога — 22,1 %, роздрібна торгівля — 14,0 %, науковці, спеціалісти, менеджери — 13,3 %.